# 漯河市
漯河市（らがし）は、中華人民共和国河南省に位置する地級市。

## 地理
河南省の中部に位置し、許昌市、周口市、駐馬店市、平頂山市に接する。

## 歴史
明の嘉靖3年（1524年）、郾城知県の喬遷が、それまでの「螺河」（らが）の用字が雅でないとして、螺を漯に改めた。
1986年に漯河市（地級市）の設立。

## 行政区画
3市轄区・2県を管轄下に置く。
- 市轄区：
  - 郾城区・源匯区・召陵区
- 県：
  - 臨潁県・舞陽県

| 漯河市の地図                       |
| ---------------------------------- |
| 源匯区 郾城区 召陵区 舞陽県 臨潁県 |

### 年表
この節の出典
- 1986年1月18日 - 河南省許昌地区漯河市が地級市の漯河市に昇格。(1市3県)
  - 許昌地区舞陽県・臨潁県・郾城県を編入。
- 1986年5月9日 - 源匯区を設置。(1区3県)
- 2004年9月7日 (3区2県)
  - 郾城県・源匯区の各一部が合併し、郾城区が発足。
  - 郾城県・源匯区の各一部が合併し、召陵区が発足。
  - 郾城県の残部が源匯区に編入。

## 交通
鉄道
- 京広線（北京市北京西駅 - 広東省広州市）
- 漯阜線（漯河市 - 安徽省 阜陽市）
- 漯宝線（漯河市 - 平頂山市 宝豊県）
- 漯舞線（漯河市 - 平頂山市 舞鋼市）

道路
- 南洛高速道路
- 京珠高速道路
- 漯界高速道路